# Гай Фаний Страбон (писател)
Вижте пояснителната страница за други личности с името Гай Фаний Страбон.
Гай Фаний Страбон (на латински: Caius Fannius M. F. Strabo) от фамилията Фании е римски военен и историк.
Според Цицерон той е зет на Гай Лелий и през 142 пр.н.е. народен трибун, служи в Африка при Публий Корнелий Сципион Емилиан Африкански (146 пр.н.е.) и при Тиберий Семпроний Гракх в Картаген. След това служи в Испания (142 пр.н.е.) при Квинт Фабий Максим Емилиан и се бие против лузитаните. Той проучва книгите на стоическия философ Панетий Родоски и пише Historia.